# Sibyl Sanderson

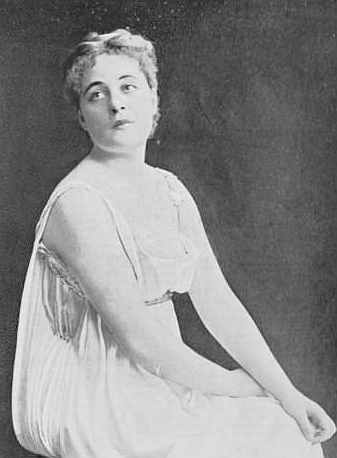
Sibyl Sanderson

Sibyl Sanderson (7 de diciembre de 1864-16 de mayo de 1903) fue una famosa soprano de ópera estadounidense que trabajó durante la Belle Époque en París.

## Biografía
Nació en Sacramento, California, en Estados Unidos. El padre de Sibyl, Silas Sanderson, era un político y abogado de California; después de servir como Presidente del Tribunal Supremo de California, se convirtió en un asesor legal que era muy bien pagado en el Ferrocarril Southern Pacific. Después de su muerte en 1886, ella, su madre y sus hermanas regresaron a París y se convirtieron en miembros de la alta sociedad trasplantados. Sanderson demostró ser una cantante notablemente talentosa y comenzó a aparecer en las obras teatrales de la Opéra-Comique, y más tarde en la Opéra  en París, sobre todo en las obras de Jules Massenet. Ella era su soprano favorita y apareció en varios estrenos de sus óperas, los papeles fueron creados para su talento único (su debut profesional tuvo lugar en París en el papel principal en Esclarmonde). También fue una famosa intérprete de Manon, la ópera más perdurable de Massenet.
Sanderson también fue admirada por Camille Saint-Saëns, quien escribió el papel principal en Phryné para ella. El éxito fuera de París fue difícil de alcanzar para Sanderson; apareció en Covent Garden y el Metropolitan Opera (debut en el papel principal de Manon el 16 de enero de 1895, la última actuación como Julieta en Romeo y Julieta el 31 de diciembre de 1901) teniendo críticas mediocres.
En 1897 se casó con el millonario y heredero azucarero cubano Antonio E. Terry (m. 1899), después de haberse casado detuvo temporalmente su actividad operística, y dos años después regresó sin tener éxito.
Sus últimos años estuvieron marcados por la depresión, el alcoholismo y la enfermedad y murió en París de una "gripe maligna" (neumonía), a los 38 años. Sanderson fue responsable en ayudar a lanzar la carrera de otra soprano que también se hizo famosa en el repertorio francés, Mary Garden.

## Papeles creados para Sanderson
- El papel principal en Esclarmonde por Massenet, el 14 de mayo de 1889
- El papel principal en Phryné por Saint-Saëns el 24 de mayo de 1893
- El papel principal en Thaïs por Massenet el 16 de marzo de 1894

## Lectura adicional
- Hansen, Jack Winsor (2004). The Sibyl Sanderson Story: Requiem For A Diva. Portland, OR: Cambridge: Amadeus Press. ISBN 1-57467-094-8.